# Notranja Avstrija
Notranja Avstrija (nemško Innerösterreich; angleško Inner Austria) je bil skupek habsburških dežel. Obsegala je dežele Štajersko, Koroško, Kranjsko in Avstrijsko primorje.

## Uprava

### Tajni svet
»Tajni svet« nižjeavstrijskih centralnih oblasti (centralnih organov v Gradcu) je najvišji organ enak današnjemu državnemu zboru. Ima vlogo posvetovalnega in zastopniškega organa deželnega kneza. Sprva je brez trdnih pristojnosti in s spreminjajočim personalnim sestavom. Med letoma 1639 in 1674 je sodna instanca najvišje funkcije – »tajni urad«. Ukinejo ga 1749.

### Tajna vlada
»Tajna vlada« je druga najvišja instanca, na Štajerskem vrši nadzor nad sodstvom nad deželnoknežjimi mesti, trgi, uradniki in nadzira policijo, varnost in župnije. 
Vodi dve upravi:
- splošna uprava (nadzor nad deželnimi glavarji, vicedomi, ograjnimi sodišči itd.),
- sodna uprava (sodišče 2. stopnje za ograjna sodišča, revizijsko sodišče za deželska in deželnoglavarska sodišča).

Leta 1746 je splošna uprava prenesena na tajni svet, obstaja še samo sodna funkcija tajne vlade.

### Dvorni svet
Obstaja do 1578 leta. Zadolžen je za revizije pravd in državne zadeve.

### Notranje avstrijska dvorna komora
Nastala je leta 1625 na podlagi združitve dvorne komore in graške »nižjeavstrijske« komore. Upravlja kameralno premoženje in finančne zadeve. 1709 je podrejena Dunajski dvorni komori, s tem pa izgubi nadzor nad nekaterimi gospodarskimi dejavnostmi kot recimo živim srebrom iz Idrije, carinami, mitninami, pristojbinami in domenami. Ukinjena je 1748 leta.

### Dvorna pisarna
Skrbela je za poslovanje s spisi in akti. Vodil jo je dvorni podkancler. Ukinjena je bila 1619 leta. 1620 leta pa jo je zamenjalo notranjeavstrijsko odpravništvo dunajske dvorne pisarne.

### Vojni svet
Obstaja od 1578 leta, ko je bila izvedena vojaška, obrambna reforma in je Avstrija dobila nadzor nad Vojno Krajino. 1709 je preimenovan v notranjeavstrijski vojni urad in podrejen dunajskemu dvornemu vojnemu svetu. 1744 je zamenjan z vojaškim direktorijem.

### Urad dvornega poštnega mojstra
Dva poštna urada v Benetkah in Gradcu sta podrejena dvorni komori (računski kontroli). Podeljena je družini Paar v fevd, leta 1723 pa je podržavljen, v Gradcu pa je ustanovljena notranjeavstrijska višja poštna uprava, ki je bila 1743 podrejena Dunaju.

### Notranjeavstrijska dvorna prokuratura
Ustanovljena leta 1571, podrejena graški dvorni komori. Veljal je kot odvetniška služba deželnega kneza. Kasneje je postala varuh deželnih koristi. Podrejeni so ji fiskali.

## Seznam notranjeavstrijskih deželnih knezov v novem veku
- Friderik III. (1463 - 90)
- Maksimiljan I. (1493 - 1519)
- Ferdinand (1521 - 64)
- Karel II. (1564 - 90)
- Ferdinand II. (1595 - 1637)
- Ferdinand III. (1637 - 57)
- Leopold I. (1657 - 1705)
- Jožef I. (1705 - 11)
- Karel VI. (1711 - 40)
- Marija Terezija (1740 - 80)